# Jimmy and Johnny
Jimmy and Johnny (Fautheree) war ein US-amerikanisches Country- und Rockabilly-Duo, das in den 1950er-Jahren mit ihren Honky-Tonk- und Rockabilly-Titeln einige Erfolge verzeichnen konnte. Jimmy und Johnny sind nicht mit dem Country-Duo Jim and Johnny aus Louisiana zu verwechseln.

## Karriere
Ihre Karriere begann in der Radioshow KWKH Louisiana Hayride, bei der sie bald gefragte Gäste waren. Außerdem waren sie Mitglieder des KRLD Big D Jamboree. 1951 wurden von Capitol Records, bei denen die beiden kurz zuvor einen Plattenvertrag bekommen hatten, im Hayride-Studio ihre ersten beiden Platten aufgenommen, unter anderem Don’t Forget To Remember, ein von Fautheree geschriebenes Stück. In den nächsten Jahren veröffentlichte das Duo regelmäßig Platten. Ihr größter Hit wurde If You Don’t Somebody Else Will, das 1954 Platz vier der Billboard Charts erreichte.
Später wurde Johnny durch Jimmys Bruder Lynn Fautheree ersetzt, jedoch wurde der Name des Duos nicht geändert, da die Produzenten einen Karriereeinbruch fürchteten. Mit dem Eintritt Lynns änderte sich der Stil des Duos in Richtung Rockabilly; Titel wie Sweet Love On My Mind, What'cha Doin' To Me oder Sweet Singing Daddy wurden aufgenommen. Sweet Love On My Mind war ein Song von Wayne Walker, der bereits einige Monate vor Jimmy und Johnny von Johnny Burnette’s Rock’n'Roll Trio eingespielt wurde. Jimmy und Lynn spielten gleichzeitig in der Begleitband Faron Youngs, den Deputies, dadurch bekamen sie manchmal die Gelegenheit, auch selbst Auftritte in der Grand Ole Opry zu absolvieren, wenn Young verhindert war. Zudem spielten sie beim Louisiana Hayride oft im Vorprogramm Elvis Presleys, was ihre Popularität positiv beeinflusste.
Ende der 1950er Jahre trat Johnny Mathis wieder in das Duo ein. Zusammen mit Jimmy Lee veröffentlichte er wieder Platten, die letzte erschien 1961. Gemeinsame Auftritte absolvierten sie jedoch keine mehr.
1995 versuchten Jimmy and Johnny in der Originalbesetzung ein Comeback. Sie nahmen 1995 das Gospelalbum It Won’t Be Much Longer auf, das 2000 von TIMA Records veröffentlicht wurde. Das war das erste und letzte Mal seit 35 Jahren, das Fautheree und Mathis wieder Titel einspielten.

## Diskografie

### Singles
| Jahr | Titel A                               | Titel B                                              | Plattenfirma     | Cat#    | Chartplatzierungen | Anmerkungen                                                     |
| ---- | ------------------------------------- | ---------------------------------------------------- | ---------------- | ------- | ------------------ | --------------------------------------------------------------- |
| 1953 | How About A Date                      | Cryin' Won’t Change My Mind                          | Capitol          | F2491   | –                  | Jimmy Lee solo                                                  |
| 1954 | If You Don’t Somebody Else Will       | I’m Beginning To Remember                            | Feature          | 45-1092 | –                  | als Jimmy Lee And Johnny Mathis                                 |
| 1954 | If You Don’t Somebody Else Will       | I’m Beginning To Remember                            | Chess            | 4859    | –                  |                                                                 |
| 1954 | Don’t Forget To Remember              | Open For Trade                                       | Capitol          | F3012   | –                  | B-Seite als Jimmy Lee And Johnny Mathis, A Seite Jimmy Lee solo |
| 1954 | If You Don’t Somebody Else Will       | I’m Beginning To Remember                            | Chess            | 4859    | #4                 |                                                                 |
| 1955 | Can’t You, Won’t You                  | The Fun Is Over                                      | Chess            | 4862    | –                  | als Jimmy Lee And Johnny Mathis                                 |
| 1955 | Love Me                               | Lips That Kiss So Sweetly (Jimmy Lee & Wayne Walker) | Chess            | 4863    | –                  |                                                                 |
| 1956 | Sweet Singing Daddy                   | Trust Me                                             | Decca            | 9-29772 | –                  |                                                                 |
| 1956 | 'Til The End Of The World             | Another Man’s Name                                   | Decca            | 9-29954 | –                  |                                                                 |
| 1956 | Sweet Love On My Mind                 | Imagination                                          | Decca            | 9-30061 | –                  |                                                                 |
| 1957 | Here Comes My Baby                    | Don’t Give Me That Look                              | Decca            | 9-30278 | –                  |                                                                 |
| 1957 | What'cha Doin' To Me                  | I’ll Do It Everytime                                 | Decca            | 9-30410 | –                  |                                                                 |
| 1958 | Can’t Find The Doorknob               | Keep Telling Me                                      | D                | 1004    | –                  |                                                                 |
| 1959 | My Little Baby                        | All I Need Is Time                                   | D                | 1089    | –                  |                                                                 |
| 1961 | Don’t Call Me, I’ll Call You          | Two Empty Arms                                       | TNT              | 184     | –                  |                                                                 |
| 1961 | Knock On Wood                         | Let Me Be The One                                    | Republic         | 2014    | –                  |                                                                 |
|      | You’re Not Play Love                  |                                                      | Chess            |         |                    | unveröffentlicht                                                |
|      | I’m Gonna Cry (When I Call Your Name) |                                                      |                  |         |                    | unveröffentlicht                                                |
|      | Pretty Soon                           |                                                      | Republic Records |         |                    | unveröffentlicht                                                |
|      | Nobody Knows Where I Go               |                                                      |                  |         |                    | unveröffentlicht                                                |

### Alben
- 1995: It Won’t Be Much Longer
- 1997: If You Don’t Somebody Else Will
- 2004: I Found the Doorknop (Jimmy Lee Fautheree)